# Andrea Tornielli
Andrea Tornielli (19. ožujka 1964.) je talijanski katolički novinar i vjerski pisac koji obnaša dužnost urednika vatikanskog Dikasterija za komunikacije.

## Životopis
Diplomirao je povijest grčkog jezika na Sveučilištu u Padovi u prosincu 1987.. Surađivao je u katoličkim novinama Il Sabato i mjesečniku 30Giorni od 1992. do 1996. godine. Bio je novinar dnevnih novina Il Giornale od 1996. do 2011. godine. Počeo je surađivati u La Stampi u ožujku 2011. kao vatikanist te kao koordinator njihove mrežne stranice Vatican Insider, koja se objavljuje na tri jezika i u potpunosti je posvećena podatcima vezanim uz Vatikan i Katoličku Crkvu.
Dana 18. prosinca 2018. papa Franjo imenovao je Torniellija voditeljem uredničkog odjela Dikasterija za komunikacije.